# Allée couverte d'Er-Roh
L'allée couverte d'Er-Roh, appelée aussi allée couverte de Mané Roullarde, est une allée couverte située sur la commune de La Trinité-sur-Mer dans le département français du Morbihan.

## Historique
Le monument a été exploré en 1866 par la Société polymathique du Morbihan. À l'époque, le monument est surmonté d'un mur de clôture en pierres sèches qui ne permet pas de fouiller facilement l'édifice. En 1879, Miln explore toute la colline environnante et inventorie plusieurs monuments dont une allée couverte, délimitée par quinze orthostates, dont il estime la longueur à 15 m. Zacharie Le Rouzic fouille l'allée couverte en 1900 et le restaure en 1930.  
Le monument a été classé monument historique par arrêté du 11 septembre 1929. 

## Description
Le monument mesure environ 19,40 m de longueur sur 1,60 m de largeur en moyenne. Il est délimité par vingt-deux supports, les plus hauts atteignant 2,15 m de hauteur, et des murets en pierres sèches. L'allée ouvre au sud. L'ensemble comporte encore quatre tables de couverture. Selon Le Rouzic, trois orthostates comportent des gravures.
La restauration effectuée par Le Rouzic en 1930 a été contestée dès 1939 : un menhir voisin visible sur le plan de Miln aurait été réutilisé comme dalle de couverture, des petites dalles de l'entrée auraient été supprimées et le fond de l'allée aurait été reculé.

## Mobilier archéologique
Cussé et Galles n'ont découvert aucun matériel archéologique. En 1900, Le Rouzic y recueille les fragments de sept vases distincts, des outils en silex (une pointe de flèche à ailerons, deux grattoirs et une grande lame en silex du Grand-Pressigny, divers éclats et lamelles), des outils lithiques (percuteurs en quartz, meules primitives) et une pendeloque en schiste. Le mobilier est conservé au musée de Préhistoire de Carnac.